# Penepodium romandinum
Penepodium romandinum är en biart som först beskrevs av De Saussure 1867.  Penepodium romandinum ingår i släktet Penepodium och familjen grävsteklar. Inga underarter finns listade i Catalogue of Life.